# Здроди-Старі
Здроди-Старі (пол. Zdrody Stare) — село в Польщі, у гміні Посвентне Білостоцького повіту Підляського воєводства.
Населення — 113 осіб (2011).
У 1975-1998 роках село належало до Білостоцького воєводства.

## Демографія
Демографічна структура станом на 31 березня 2011 року:
|          | Загалом | Допрацездатний вік | Працездатний вік | Постпрацездатний вік |
| -------- | ------- | ------------------ | ---------------- | -------------------- |
| Чоловіки | 57      | 19                 | 27               | 11                   |
| Жінки    | 56      | 16                 | 24               | 16                   |
| Разом    | 113     | 35                 | 51               | 27                   |